# Abū Sufyān ibn al-Hārith
Ne pas confondre avec Abū Sufyān ibn Harb qui fut lui aussi un adversaire de Mahomet mais qui est surtout le père de Mu`āwīya.
Pour les articles homonymes, voir Abu Sufyan.
Abū Sufyān ibn al-Ḥārith (arabe : أَبُو سُفيَان بَن ٱلْحَارِث) est né vers 565, mort vers 652; est le cousin germain et frère de lait de Mahomet, Prophète de l'Islam.

## Biographie
Pendant leur enfance, Abū Sufyān et Mahomet étaient amis. Néanmoins, Abū Sufyān se convertit tardivement à l'islam. Abū Sufyān était aussi habile à manier l'épée que le langage. Il a écrit des poèmes satiriques se moquant de Mahomet. Toute sa famille se convertit sauf lui. En 630, huit ans après l'Hégire, la communauté musulmane étant devenue importante, et sur le point de soumettre La Mecque, Abū Sufyān, inquiet pour sa vie, résolut de se convertir.
Peu avant la bataille de Hunayn, Abū Sufyān s'introduisit dans le camp des musulmans à Médine et fit allégeance à Mahomet. Au cours de la bataille, Abū Sufyān se trouva aux côtés de Mahomet et le protégea contre les ennemis.
Un jour, Mahomet se trouvant avec son épouse Aïcha devant la mosquée, il lui demanda : « Connais-tu celui qui entre dans la mosquée ? » non, répondit-elle. Il dit : « C'est mon cousin Abū Sufyān ibn al-Harīth, c'est toujours lui, le premier à entrer à la mosquée et le dernier à sortir et ses yeux restent baissés durant tout ce temps ».